# Коханець смерті (роман)
«Коханець смерті» (рос. «Любовник смерти») — книга російського письменника Бориса Акуніна, дев'ята частина пригод російського елегантного слідчого Ераста Петровича Фандоріна.

## Сюжет
Ераст Петрович Фандорін займається розкриттям справи про клуб самогубців, а паралельно з нею намагається розкрити справу пов'язану зі скарбом, котрий знайшов хлопець на ім'я Скорик.
Також у цю справу заплутана жінка, яку прозвали Смертю.